# لائوری نورسکه
لائوری نورسکه (فنلاندی: Lauri Nurkse؛ زادهٔ ۱۱ مهٔ ۱۹۷۸) کارگردان فیلم و بازیگر اهل فنلاند است.
از فیلم‌هایی که وی در آن‌ها نقش داشته‌است، می‌توان به پسران بد اشاره نمود.